# Сидор (посадник)
Сидор (Исидор) — псковский посадник в XIV в.

## По грамоте
Посадник Сидор известен только по одной грамоте (№ 332). Согласно ей, Псков от Риги требовал выдачи одного должника. Споры идут вокруг датировки грамоты, а значит и примерного времени посадничества Сидора. Первоначально была дата начало XIV века, затем В. Л. Янин предположил считать грамоту относящейся к первой половине XIV века. В свою очередь А. Р. Артемьев предлагал третью четверть XIV в. как время возможного посадничества Сидора.
Некоторые исследователи считают, что Сидор мог быть отцом псковских посадников Романа и Ивана Сидоровичей. На этом основании возможна датировка деятельности Сидора последней третью XIV в., а учитывая анализ печатей, то временной отрезок написания грамоты уточняется — между весной 1389 и осенью 1391 г.